# Trojizke (Kamjanske)
Trojizke (ukrainisch Троїцьке; russisch Троицкое Troizkoje) ist ein Dorf im Nordwesten der ukrainischen Oblast Dnipropetrowsk im Rajon Pjatychatky mit etwa 300 Einwohnern (2012).
Das im Jahre 1806 unter dem Namen Balabaniwka (ukrainisch Балабанівка; russisch Балабаново Balabanowo) gegründete Dorf liegt im Norden des Rajon Kamjanske 54 km nördlich des ehemaligen Rajonzentrums Pjatychatky und in 37 km Entfernung zum nächsten Bahnhof. 1917 erhielt die Ortschaft ihren heutigen Namen.

## Bevölkerungsentwicklung
| 1859 | 1886 | 1908 | 2008 | 2010 | 2012 |
| ---- | ---- | ---- | ---- | ---- | ---- |
| 181  | 211  | 273  | 328  | 333  | 312  |

## Verwaltungsgliederung
Am 12. Juni 2020 wurde das Dorf ein Teil der Siedlungsgemeinde Lychiwka, bis dahin bildete es zusammen mit den Dörfern Beresnjak (ukrainisch Березняк), Mykolajiwka (ukrainisch Миколаївка), Nowotrojizke (ukrainisch Новотроїцьке), Solotnyzke (ukrainisch Золотницьке), Selenyj Klyn (ukrainisch Зелений Клин) und Tscherwona Derijiwka (ukrainisch Червона Деріївка) die gleichnamige Landratsgemeinde Trojizke (Троїцька сільська рада/Trojizka silska rada) im Norden des Rajons Pjatychatky.
Am 17. Juli 2020 kam es im Zuge einer großen Rajonsreform zum Anschluss des Rajonsgebietes an den Rajon Kamjanske.
Die ehemalige Landratsgemeinde war im Norden, Westen und Osten von der Oblast Kirowohrad umschlossen und grenzte nur im Osten an die zum Rajon Pjatychatky gehörende Gemeinde Bilenschtschyna und somit an die Oblast Dnipropetrowsk.